# کوتینا
کوتینا (به کرواتی: Kutina) شهری در شهرستان سیساک-موسلاوینا کشور کرواسی است که جمعیت آن در سال ۲۰۱۱ میلادی ۲۴٬۸۳۲ نفر بوده‌است.